# 1940 en France
Chronologie de la France
- 1936
- 1937
- 1938
- 1939
- 1940
- 1941
- 1942
- 1943
- 1944

Cet article présente les faits marquants de l'année 1940 en France.

## Événements

### Janvier

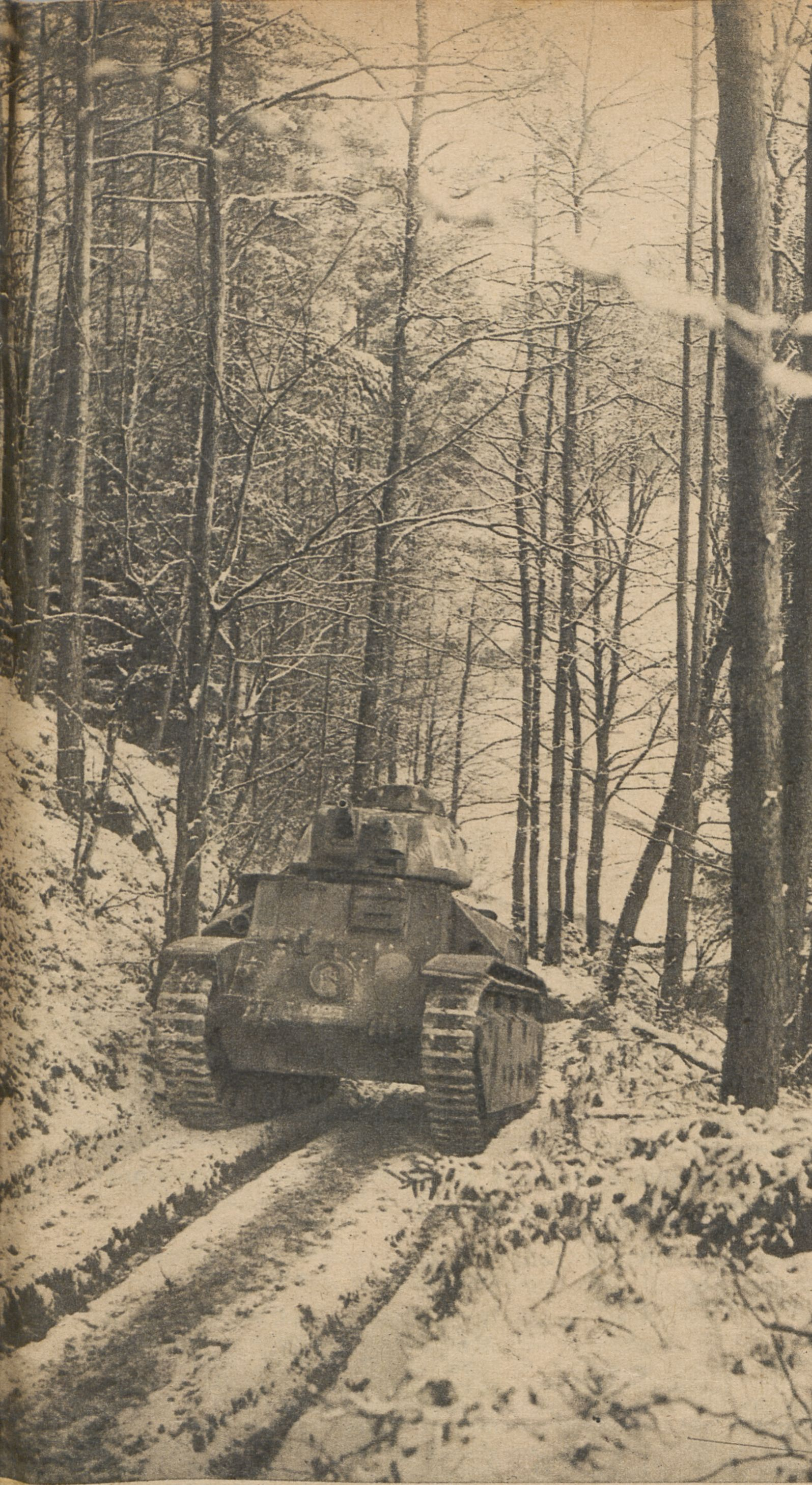
Char D2 en janvier 1940.

- 15 janvier : début du rationnement des denrées alimentaires ; trois jours sans viande à partir du 15 janvier, trois jours sans alcool alternés avec trois jours sans pâtisseries à partir du 1er mai[1].
- 17 janvier : vague de froid sur l’Europe occidentale[2]. L'hiver 1939-1940 est particulièrement froid, contrastant avec un printemps, un automne et un été chaud.
- 18 janvier : la France et l'Espagne signent un accord commercial. La France livre du blé et des phosphates marocains en échange de minerais stratégiques[3].
- 20 janvier : la Chambre vote la déchéance des parlementaires communistes[4].

### Février
- 5 février : le Conseil suprême interallié, qui réunit ministres français et britanniques, adopte un plan de débarquement en Norvège dans le but de soutenir les forces finlandaises[5] et d’empêcher le convoyage par les Allemands de minerais de fer suédois à partir de Narvik[6].
- 21 février : le secrétaire général du parti communiste français Maurice Thorez est déchu de sa nationalité française sur un vote de la Chambre des députés[7].
- 29 février :
  - décret qui prévoit d'instaurer une carte d'alimentation nominative délivrée par les mairies et qui permet d'obtenir des tickets ou des coupons pour des denrées spécifiques[8].
  - dévaluation du franc de 66 %[9].

### Mars
- 6 mars : mise à  flot à Saint-Nazaire du cuirassé français Jean-Bart[10].
- 9 mars, bataille de l'eau lourde : à la suite des négociations entre Jacques Allier et la société Norsk Hydro, le gouvernement français achète tout le stock d'eau lourde (185 kg) disponible en Norvège. L'eau lourde est essentielle pour poursuivre les recherches nucléaires menées par Joliot-Curie au Collège de France[11].

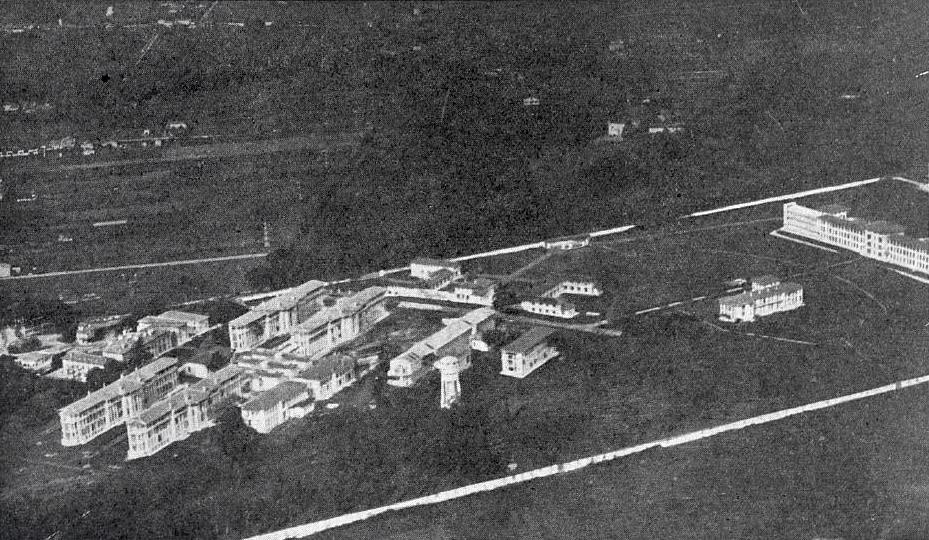
Vue aérienne de l'Hôpital Purpan de Toulouse en février 1940.

- 17 mars : inauguration de l'Hôpital Purpan à Toulouse, alors réquisitionné par l'armée[12].
- 20 mars : le gouvernement Daladier est renversé[13].
- 20 mars-3 avril : procès à huis clos à Paris de 44 députés communistes pour tentative de reconstitution de parti politique interdit. Ils sont condamnés à des peines de 2 à 5 ans de prison[14].
- 21 mars-16 juin : Paul Reynaud forme un nouveau gouvernement dans lequel Daladier occupe le ministère de la guerre[15].
- 28 mars : le Conseil suprême interallié se réunit à Londres. Dans un communiqué commun, la France et le Royaume-Uni s’engagent à ne pas conclure d’armistice ou de paix séparée et de couper la route du fer suédois par le mouillage de mines dans les eaux territoriales norvégiennes ; l’opération est prévue pour le 8 avril[6].

### Avril
- 6 avril : décret qui prescrit l'assignation à résidence des populations itinérantes dans la localité prévue dans chaque département par le préfet, avec interdiction de circuler pendant la durée du conflit[16].
- 9 avril : le haut commandement des armées alliées décide d'apporter son aide à la Norvège[17].
- 13 avril : échec de l’expédition de Narvik[18].
- 14-18 avril : débarquement franco-britannique dans plusieurs ports norvégiens, notamment à Namsos et Harstad après l’échec d’une tentative à Narvik[19].

### Mai
- 9 mai :
  - un conseil de cabinet décide de remplacer le général Gamelin, commandant en chef, jugé responsable de l’échec en Norvège. Daladier se solidarise de Gamelin et démissionne. Paul Reynaud considère son gouvernement comme démissionnaire[20].
  - le sous-marin Doris est coulé par le sous-marin allemand U-9 au large des Pays-Bas[21].

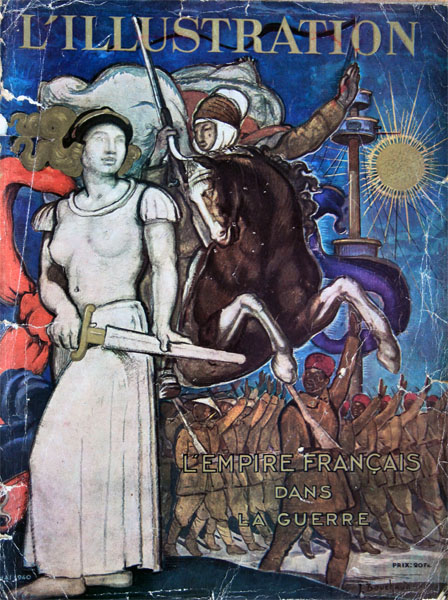
Couverture de L'Illustration, 11 mai 1940. 77974 tirailleurs africains sont alors engagés dans la guerre en Europe. L’AOF fournit 63299 « tirailleurs sénégalais » et Madagascar 14675 hommes. Le 25 juin, lors de l’armistice, environ 40000 d’entre eux ont été tués ou exécutés lors de leur capture (24000 tirailleurs sénégalais ont trouvé la mort), blessés ou faits prisonniers.

- 10 mai : début du Westfeldzug. Offensive allemande à l’Ouest contre les Pays-Bas, la Belgique, le Luxembourg et la France[23]. Des troupes françaises et britanniques pénètrent en Belgique en application du plan Dyle pour organiser la défense le long de l'Escaut et de la Meuse[24].
- 12-14 mai : succès des chars français à la bataille de Hannut[6].

- 13 mai :

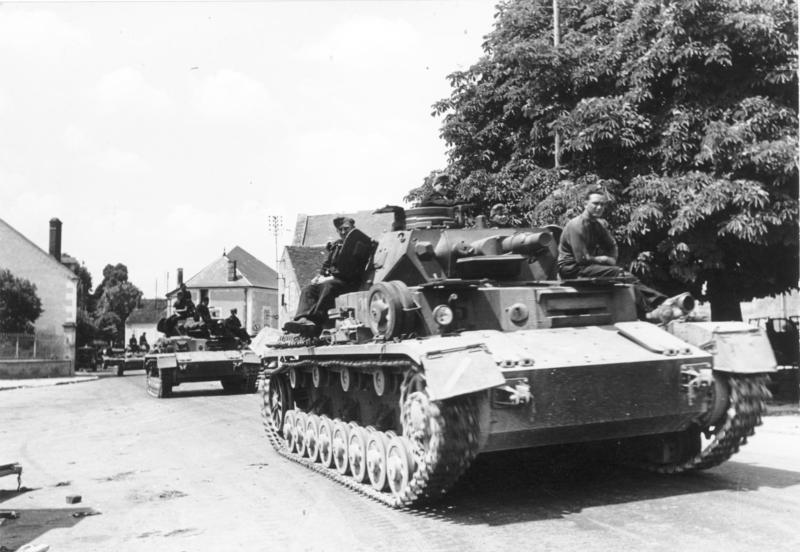
Les panzers allemand en mai 1940.

  - après avoir traversé les Ardennes, les Allemands atteignent la Meuse en quatre points, Houx et Dinant en Belgique, Sedan et Monthermé en France[25]. Le front français est enfoncé à Sedan par les troupes blindées allemandes du général Guderian[23]. Toute la semaine suivante est caractérisée par une consternante absence de réaction du haut commandement.
  - bataille de Narvik : les Français prennent pied sur les hauteurs de Bjerkvik, en Norvège. Ils prennent Narvik le 28 mai mais doivent l'évacuer dès le 7 juin[26].

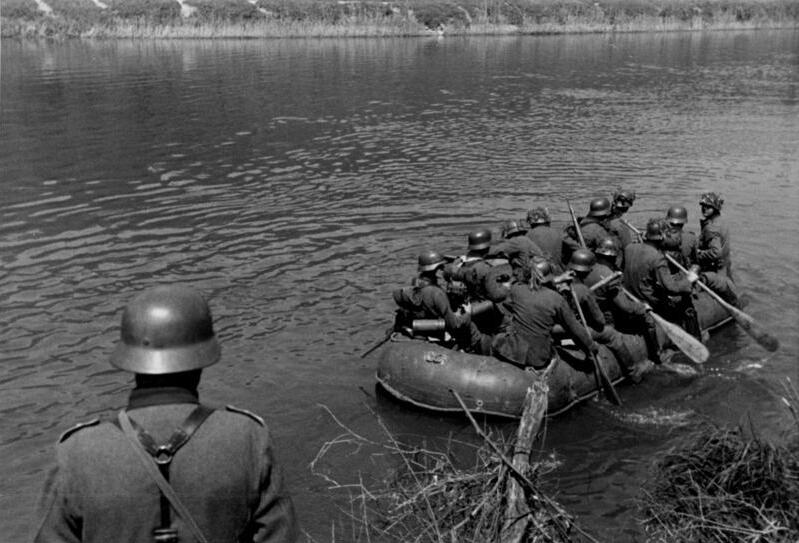
Soldats allemands traversant la Meuse à Aiglemont.

- 14 mai : après des combats acharnés, les Panzerdivisionen ont franchi la Meuse simultanément à Dinant, Givet, Monthermé et Sedan[27].
- 15-22 mai : « coup de faucille ». Les Allemands se dirigent vers l’ouest pour contourner les forces franco-britanniques par le sud et les encercler. Ils atteignent Péronne (19 mai), Amiens et Abbeville (20 mai), Boulogne-sur-Mer le 22 mai[6].
- 15-27 mai : bataille de Stonne[28].
- 15 mai : 
  - combat de chars de Flavion ; retraite française sur le front de la Meuse[29].
  - circulaire qui prévoit l'internement de tous les ressortissants allemands de 17 à 56 ans ; la mesure frappe les femmes à partir du 17 mai[30].
- 16-17 mai : repli des armées franco-britanniques sur Bruxelles et Charleroi[29].
- 17 mai : le colonel Charles de Gaulle, tout récent commandant de la 4e division cuirassée, remporte à Montcornet un petit succès qui n'est pas exploité[31].
- 18 mai : le maréchal Pétain devient vice-président du Conseil à l’occasion d’un remaniement du cabinet Reynaud[32].
- 18-19 mai : bombardement de la ville d’Amiens par les bombardiers de la Luftwaffe allemande ; attisé par un fort vent, l’ouragan de feu qui en résulte ravage pendant cinq jours le centre-ville de l’ouest vers l’est, 6 305 immeubles sont détruits, plus de 14 000 autres sont partiellement endommagés, la cathédrale est épargnée[33].

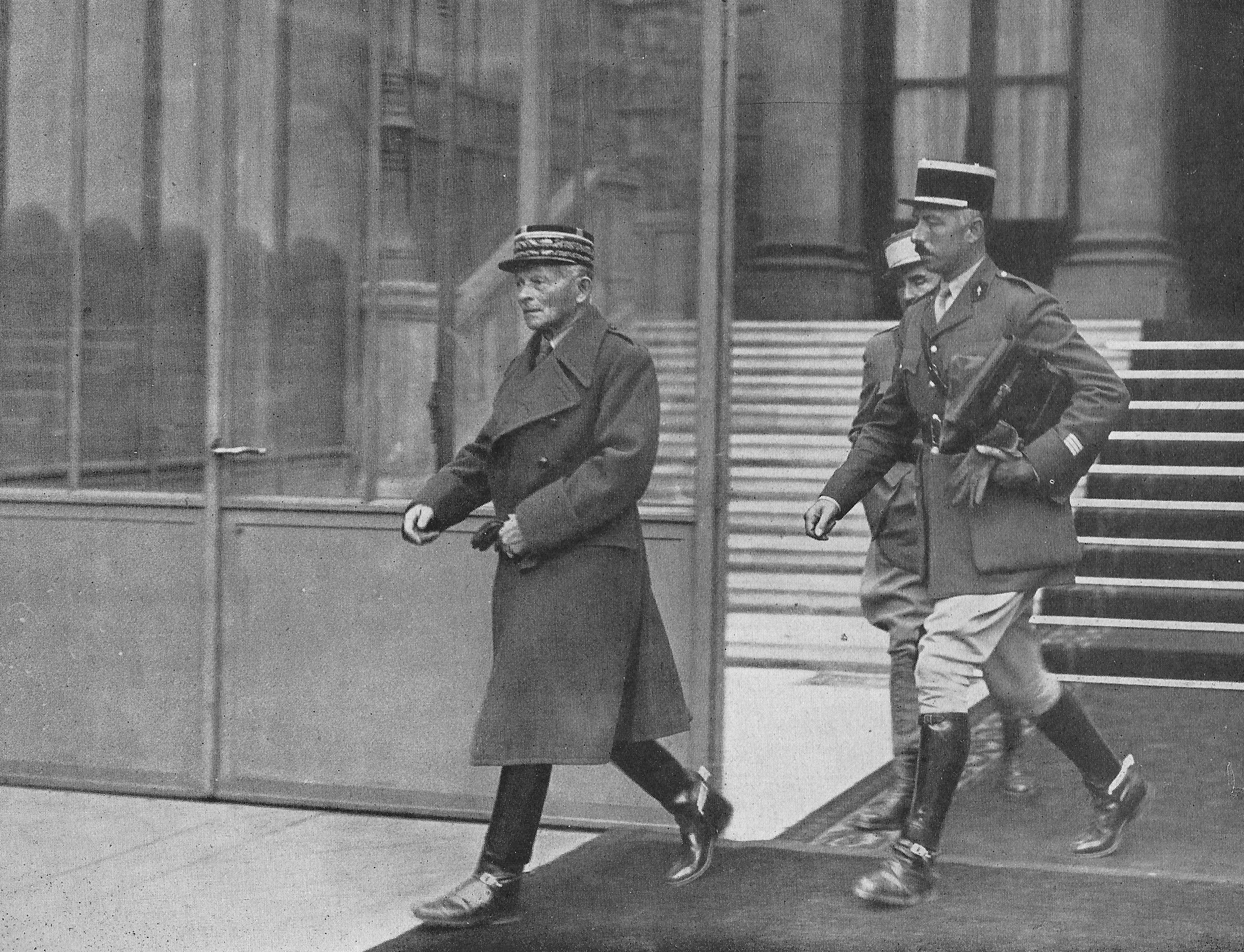
Maxime Weygand sort de l’Élysée où il vient d'être nommé généralissime par Albert Lebrun.

- 19 mai : le général Maxime Weygand succède au général Gamelin comme commandant en chef des forces armées. Il espère arrêter l'offensive allemande sur la Somme, le canal Crozat, l'Ailette et l'Aisne, la « ligne Weygand »[34].
- 20 mai : 
  - les Allemands occupent Amiens, Péronne, Abbeville. Ils atteignent la Manche à l’embouchure de la Somme, à Saint-Valery-sur-Somme[35]. L’armée française est coupée en deux et ses meilleures unités encerclées en Belgique. Mais Hitler interdit aux Panzerdivisionen de compléter l’encerclement par la capture des ports et plages.
  - massacre d’Abbeville. 21 civils suspectés par l'administration belge d’être pro-Nazis sont exécutés[36].
  - en présence du gouvernement au complet, une messe est célébrée à Notre-Dame de Paris avec Mgr Roger Beaussart, évêque auxiliaire de Paris, le cardinal Alfred Baudrillart et Mgr Gawlina, vicaire aux armées polonaises[37].
- 20-24 mai : contre-offensive franco-britannique dans la région d'Arras[38]
- 24 mai : prise d’Arras par les Allemands[38].

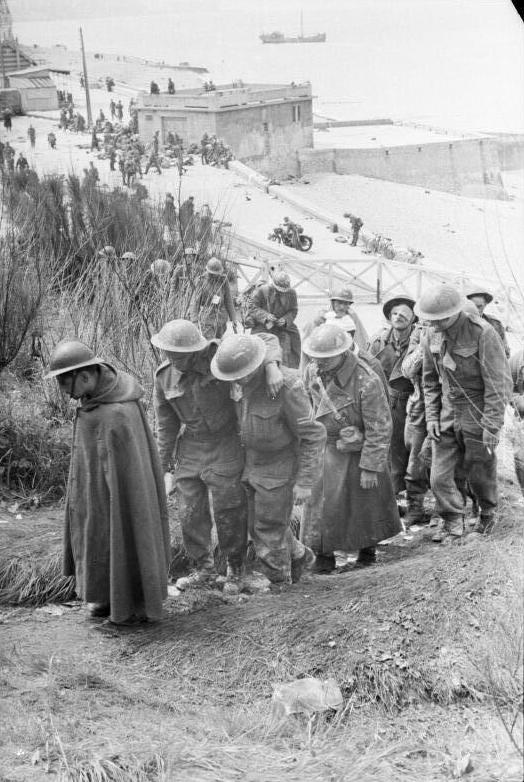
Prisonniers français et britanniques lors du "mini-Dunkerque" à Veules-les-Roses

- 26 mai-4 juin : opération Dynamo, évacuation des forces alliées repliées à Dunkerque vers le Royaume-Uni, en dépit des attaques de la Luftwaffe. Elle concerne 338 226 soldats dont environ 120 000 français et belges[39],[40].
- 27 mai : massacre du Paradis à Lestrem près de Béthune ; 97 prisonniers britanniques sont assassinés par la division SS Totenkopf près du hameau du Paradis, dans le Pas-de-Calais[41].
- 27-31 mai : la poche de Lille résiste à l’encerclement allemand[42].
- 28-30 mai : contre-offensive française à la bataille d’Abbeville[43].
- 28 mai : 
  - capitulation belge (Léopold III de Belgique devient prisonnier de guerre)[44].
  - massacre de Wormhout ou de la Plaine au Bois[45].
  - prise de Narvik par les Alliés[34].
  - naufrage du paquebot français Brazza torpillé par un sous-marin allemand, entraînant la mort de 373 passagers et marins.

### Juin
- 1er juin : blocage des salaires[46].
- 3 juin : opération Paula de la Luftwaffe qui bombarde les environs de Paris, les aérodromes en particulier[47].
- 3-8 juin : évacuation des troupes françaises et polonaises qui avaient débarqué à Narvik sous les ordres du général Béthouart[34] (opération Alphabet).
- 5 juin : remaniement ministériel ; le général Charles de Gaulle est nommé sous-secrétaire d’État à la Guerre et à la Défense nationale[46]. Il multiplie dès lors les navettes entre Londres et Paris pour tenter de décider les Britanniques à soutenir leur effort en France.
- 5-6 juin : offensive allemande sur la Somme et sur l’Aisne. Malgré la résistance acharnée de cinquante divisions françaises (la 16e division d'infanterie détruit deux cents Panzers, défense de Rethel par la 14e division du général de Lattre de Tassigny), les forces françaises sont incapables de résister à la poussée allemande et la  ligne de défense française est forcée au soir du 6 juin[34],[43].
- 8 juin : l'exode des civils Français du Nord vers le Sud s'intensifie[35].

- 9 juin : 

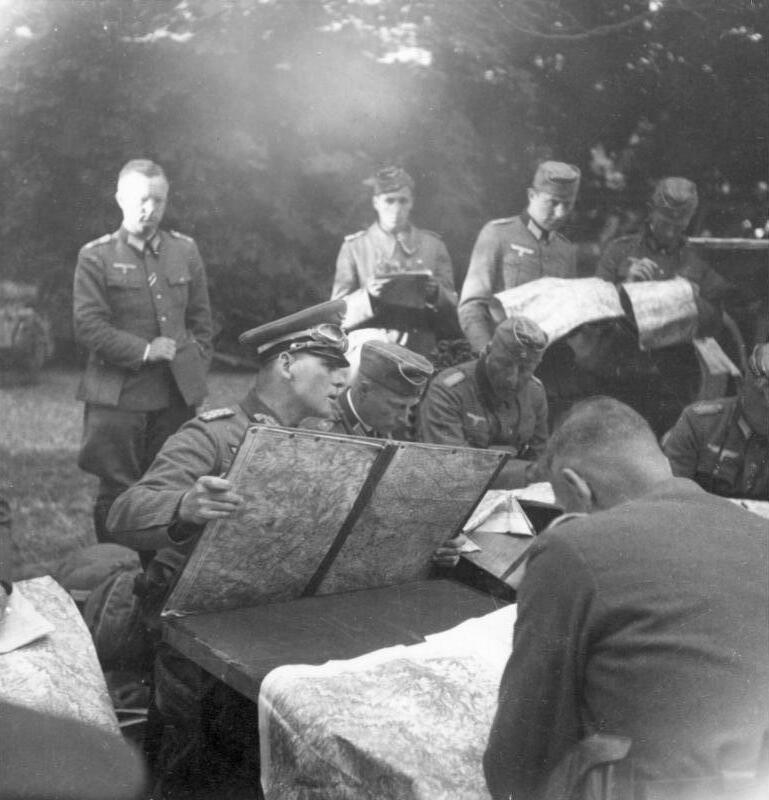
Le général de division Erwin Rommel et des officiers étudiant des cartes en mai/juin 1940.

  - combat de Pont-de-l’Arche. Les Allemands de Rommel atteignent la Seine à Rouen[34]. Bombardement d'Évreux[48].
  - Georges Mandel autorise le retour des Chartreux en France après un exil de 37 ans.
- 10 juin :
  - le gouvernement part de Paris à Tours[43]. Appel au-secours de Paul Reynaud au président Roosevelt, sans effets[49].
  - l’Italie déclare la guerre à la France et au Royaume-Uni, malgré l’opposition de l’opinion, du roi et de Ciano[50].
- 10-13 juin : opération Cycle[51] ; évacuation des troupes alliées depuis Le Havre. Attaqué par l'aviation allemande le 11 juin, le Niobé coule non loin du Havre, faisant au moins 800 victimes. Les Allemands entrent au Havre le 13 juin et en font en août une base d'embarquement dans le but d'envahir l'Angleterre[52].
- 10-11 juin : massacre du bois d'Eraine[53].
- 11 juin : repli des forces françaises de la ligne Weygand[34]. Paris est déclarée « ville ouverte » par le général Weygand, commandant en chef des forces françaises, et se vide d'une grande partie de ses habitants. Tout combat y est interdit[54].
- 11-12 juin : conférence de Briare, avant-dernière réunion du Conseil suprême interallié, au château du Muguet, à Breteau, dans le Loiret[55].
- 12 juin :
  - le général Weygand signe l'ordre de retraite générale[43].
  - environ 46 000 soldats alliés encerclés à Saint-Valery-en-Caux doivent se rendre faute de munitions, après s'être battus pendant deux jours pour tenter de protéger des embarquements, sous le feu de Rommel qui leur a coupé la route de la Seine[56].
- 13 juin :
  - ultime réunion du Conseil suprême interallié à la préfecture de Tours en présence de Winston Churchill et de Paul Reynaud[49].
  - Weygand annonce, lors d'un conseil des ministres réuni au Château de Cangé en Touraine, que Paris est aux mains des communistes et Maurice Thorez installé à l'Élysée. Georges Mandel, ministre de l'Intérieur, passe un appel téléphonique à ce sujet au Préfet de police de Paris, Langeron, resté en poste dans la capitale, qui dément la rumeur[57].

- 14 juin :

Les troupes allemandes à Paris

  - les Allemands entrent à Paris[23] ; la 10e armée se replie sur la Risle, la 7e armée et l'armée de Paris sur la ligne de Provins à Rambouillet[58]. À 7 h 30 du matin, un cessez-le-feu est signé ; les drapeaux français au fronton des édifices sont confisqués et remplacés par des drapeaux à croix gammée[59]. À 9 h 45, les troupes motorisées défilent sur la place de l'Étoile et l'avenue des Champs-Élysées[60]. Le drapeau géant à croix gammée qui flotte depuis le matin sous l'Arc de triomphe est retiré dans la soirée après une protestation des conseillers municipaux de Paris[61]. Le couvre-feu est décrété de 21 heures à 5 heures du matin et l'heure allemande imposée dès le 15 juin[57]. Des voitures diffusent des messages par haut-parleur pour appeler au calme et informer que le haut commandement de l'armée allemande ne tolérera aucun acte hostile à l'encontre des troupes d'occupation[54].

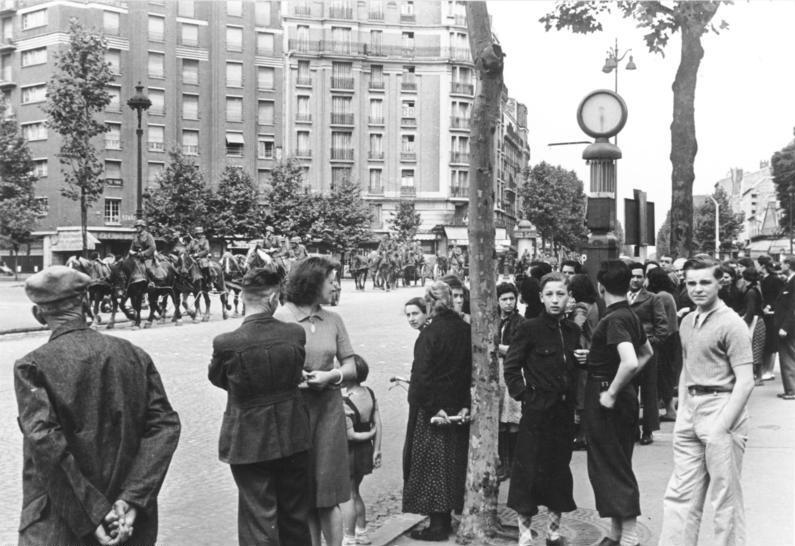
Les troupes allemandes sur les boulevards extérieurs de Paris en juin 1940.

- - le Gouvernement polonais en exil quitte Angers pour Libourne avant d'être transféré en Angleterre le 21 juin[62].
  - opération Vado menée par la marine française contre les ports de Gênes et de Savone en Italie[63].

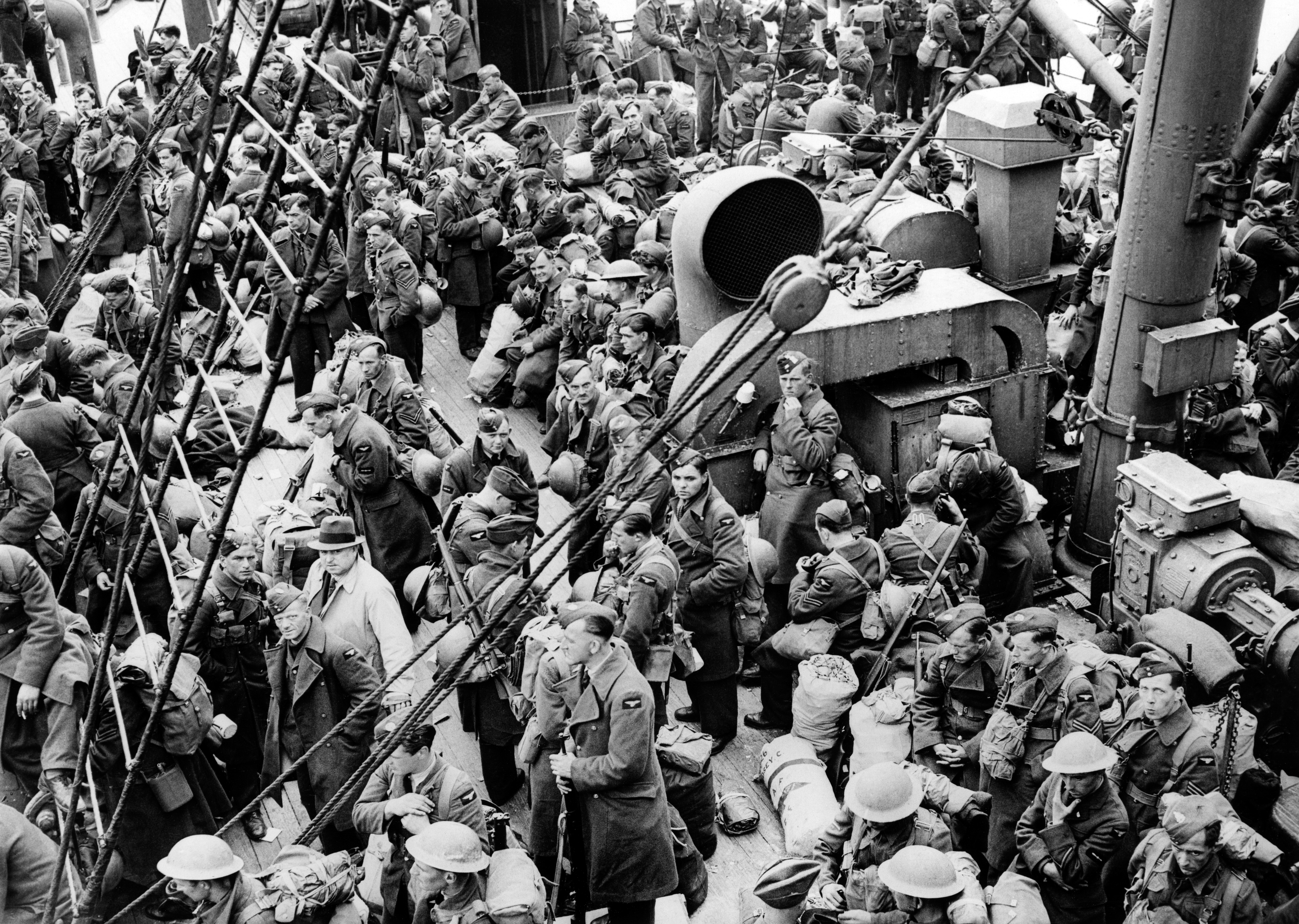
Opération Ariel : aviateurs de la Royal Air Force sur le pont d'un bateau lors de l'évacuation des forces britanniques de Brest.

- 14-25 juin : opération Ariel. Évacuation des forces alliées depuis les ports de l'ouest de la France[51].
- 15 juin :
  - le gouvernement s'installe à Bordeaux[43].
  - l'abbé Jean Toulat mobilisé à Chateauroux diffuse un tract invitant à ne pas capituler[64].
  - le sous-lieutenant français Pierre Le Gloan abat cinq appareils italiens au cours d'une mission[65].

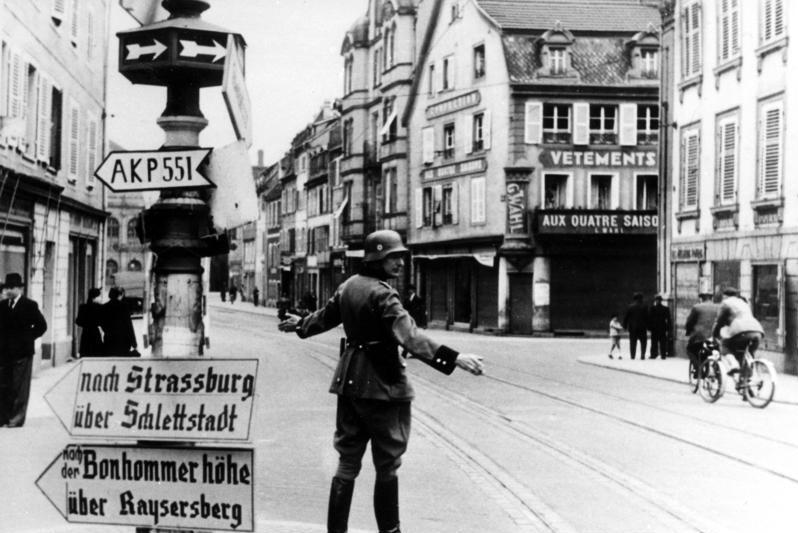
Policier allemand à Colmar en 1940.

- 15-16 juin : les troupes allemandes franchissent le Rhin entre Schœnau et Neuf-Brisach et parviennent à enfoncer le système fortifié de la ligne Maginot à la hauteur de Sélestat et de Colmar qui sont prises le 17 juin. Le 18 juin la Wehrmacht entre à Mulhouse[66].
- 16 juin :
  - le général de Gaulle, en mission à Londres, dicte à Paul Reynaud, au téléphone, le texte de la proposition de Jean Monnet de fusion de la France et du Royaume-Uni. Le soir, Paul Reynaud, qui n’a pu obtenir des États-Unis une promesse d’engagement militaire et a vu repoussée par le Conseil des ministres la proposition d’union franco-britannique donne sa démission[50]. Philippe Pétain devient président du Conseil et forme le gouvernement (fin le 10 juillet)[15].
  - le Haut-Commandement aérien décide l'évacuation vers l'Afrique du Nord de tous les avions français ayant le rayon d'action nécessaire à ce voyage, soit 800 appareils militaires[58]. C'est la fin de la bataille de France pour les aviateurs.
- 17 juin :
  - à 12 h 30, heure de Paris, Pétain déclare à la radio qu’il faut cesser le combat (« C'est le cœur serré que je vous dis aujourd'hui qu'il faut cesser le combat »)[67] avec l’appui de Pierre Laval. La version officielle remise à la presse et publiée le 18 juin est modifiée : « il faut tenter de cesser le combat », car la formulation orale a complètement désorienté les combattants, alors que l'armistice est encore loin d'être signé[68].
  - à Bordeaux, Charles Tillon, dirigeant du parti communiste du Sud-Ouest, lance un appel à se mobiliser « contre le fascisme hitlérien »[67]. Un tract similaire appelant à la résistance est diffusé par Edmond Michelet à Brive-la-Gaillarde[64].
  - de Gaulle part pour Londres avec un ordre de mission de Paul Reynaud[67]. Il est reçu par Winston Churchill.
  - le RMS Lancastria est coulé à Saint-Nazaire par l'aviation allemande, faisant des milliers de victimes[69].

- 18 juin :

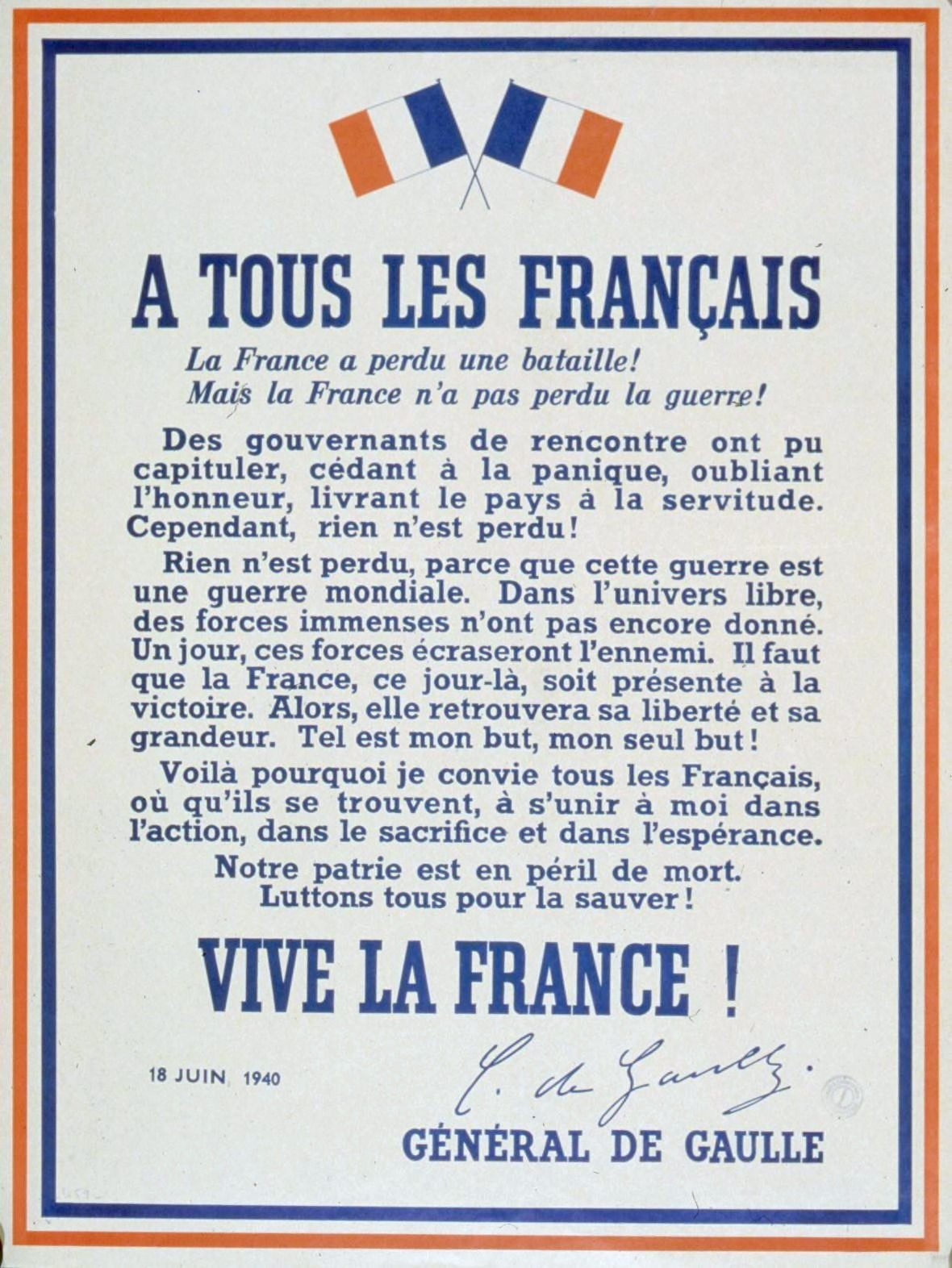
Texte de l'Appel du 18 juin.

  - en réplique à l'appel de Pétain qui appelle à la fin des combats, le Général de Gaulle lance son Appel du 18 Juin[67]. C'est l'acte fondateur de la France libre.
  - le ministre de l'Intérieur, Charles Pomaret, ordonne que toute ville de plus de 20 000 habitants soit déclarée « ville ouverte »[70].
  - les flottes françaises basées à Brest et à Lorient sont évacuées. Les navires ne pouvant pas appareiller se sabordent[71].
  - Hans von Halban et Lew Kowarski embarquent à Bordeaux le stock d'eau lourde pour le transférer au laboratoire Cavendish à Cambridge[72].
- 18 - 20 juin : défense de la Loire ; résistance des cadets de Saumur sur les ponts de la Loire à Saumur, à Montsoreau, et à Gennes[73].
- 18 - 21 juin : massacre de 43 tirailleurs sénégalais à Clamecy[74].
- 19 juin :
  - prise de Cherbourg[75] et de Brest[71] par les Allemands.
  - le gouvernement se prépare à capituler[43]. Dans la nuit du 19 au 20 juin, la réponse allemande à la demande d'armistice par Pétain parvient à Bordeaux. Des plénipotentiaires sont désignés pour recevoir les conditions d'armistice à Rethondes[76].
  - le général de Gaulle demande aux représentants de l'Empire français de poursuivre le combat aux côtés du Royaume-Uni[77].
  - les troupes allemandes découvrent à la Charité-sur-Loire un train abandonné transportant les archives secrètes du Grand Quartier général français[78].

- 19-20 juin :

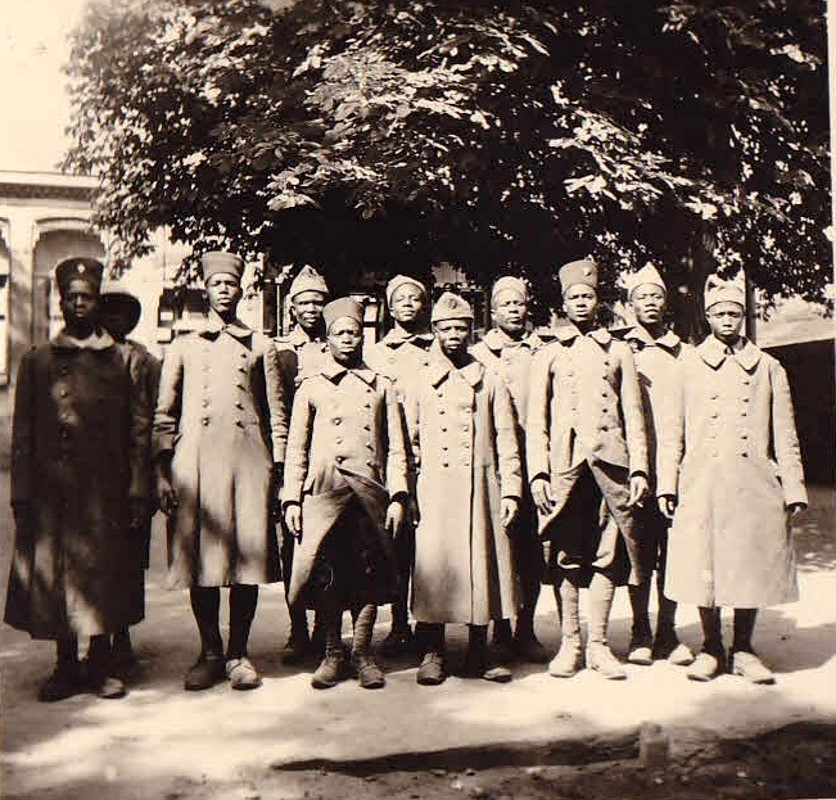
Prisonniers de guerre français d'origine africaine en 1940.

  - le bombardement nocturne de Bordeaux par les avions allemands fait 68 morts et 185 blessés[79].
  - 188 tirailleurs sénégalais prisonniers sont exécutés sauvagement par la division SS Totenkopf à Chasselay près de Lyon lors des affrontements de la vallée du Rhône[80].
- 20 juin : 
  - des détachements de reconnaissance allemands atteignent Nantes, Vichy et Lyon[81].
  - début de l'offensive italienne à la frontière française facilement repoussée par une armée française pourtant en infériorité numérique[46].
  - entrée en vigueur de l'ordonnance du Haut-Commandement allemand régissant l'occupation de Paris[57].
  - un ouvrier agricole, Étienne Achavanne, sabote la base aérienne de Boos, près de Rouen, occupée par les Allemands[82].

- 21 juin : 

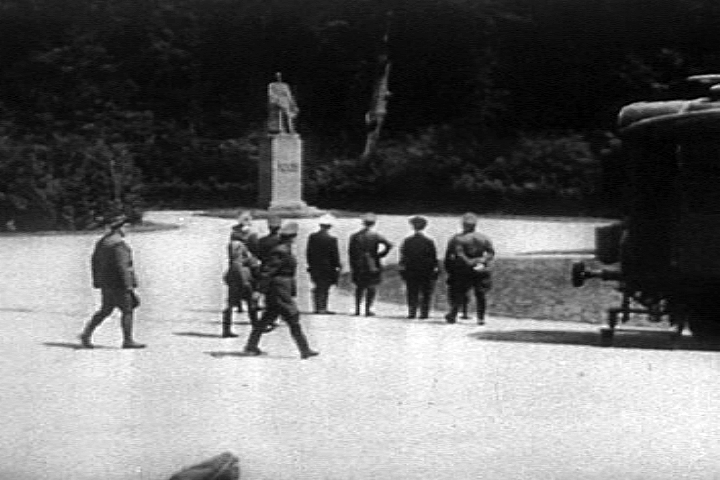
Le 21 juin 1940, Hitler (la main au côté), accompagné de hauts dignitaires nazis et de ses généraux, regardant la statue du maréchal Foch avant le début des négociations de l’armistice, signé le lendemain en son absence.

  - le ministre de la Guerre interdit tout nouvel exode de la population française alors que le nombre de réfugiés est évalué à environ dix millions le 17 juin[81].
  - les négociations franco-allemandes d'armistice commencent à Rethondes[76].
- 22 juin :
  - signature de la convention d’armistice dans le wagon de Rethondes[67] (le wagon même où fut signé l'armistice de 1918), dans la forêt de Compiègne ; il entre en vigueur le 25 juin. La France est divisée en deux zones, l’une occupée, l’autre non-occupée[46]. Ses troupes sont démobilisées. Elle devra payer des frais d’occupation. Les prisonniers (1,8 million) ne sont pas rendus[83]. la France était représentée par le général Charles Huntziger et l'Allemagne nazie par le général Keitel, l'armistice est signé à 18 h 36.
  - Pierre Laval entre au gouvernement comme ministre d’État ; il est nommé le 27 juin vice-président du Conseil[84].
- 23 juin : déclaration du gouvernement britannique qui condamne l'armistice et ne reconnaît plus le gouvernement français de Bordeaux comme celui d'un pays indépendant ; il prend acte du projet de formation d'un Comité national français pour la poursuite de la guerre[85].

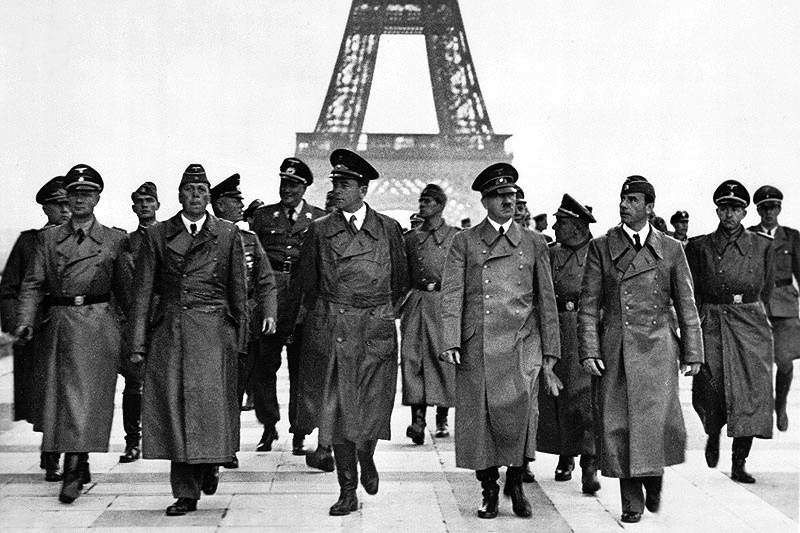
Adolf Hitler à Paris le 23 juin.

- 24 juin :
  - signature de l'armistice franco-italien[86]. Création d'une zone d'occupation italienne en France.
  - arrivée à Casablanca du Massilia, parti de France le 21 juin avec 27 parlementaires à son bord, désireux de poursuivre la lutte à partir de l’Afrique du Nord. Parmi eux, Édouard Daladier et Pierre Mendès France. Ils sont gardés à vue puis arrêtés le 16 août pour désertion[87].
  - proclamation du général Noguès, commandant en chef des forces françaises d’Afrique du Nord, qui assure sa fidélité au gouvernement du maréchal Pétain[88].
- 25 juin : décret du gouvernement de Vichy réunissant l’AEF, l’AOF et les protectorats du Togo et du Cameroun dans un haut-commissariat à l’Afrique française confié au gouverneur général de l’AEF Pierre Boisson, qui prend ses fonctions à Dakar le 23 juillet. Après la capitulation de la France, les administrateurs de l’Afrique prennent le parti de suivre le gouvernement Pétain en dépit des démarches du général de Gaulle[89].
- 27 juin :
  - les premieres troupes allemandes arrivent à Bordeaux[79].
  - le capitaine Henri Frenay s'évade après avoir été fait prisonnier dans les Vosges. Dès l'automne 1940, il jette avec Berty Albrecht les bases d'une organisation clandestine, le Mouvement de libération nationale, à l'origine du mouvement Combat[82].
  - création de l'Institut géographique national[90].

- 28 juin : 

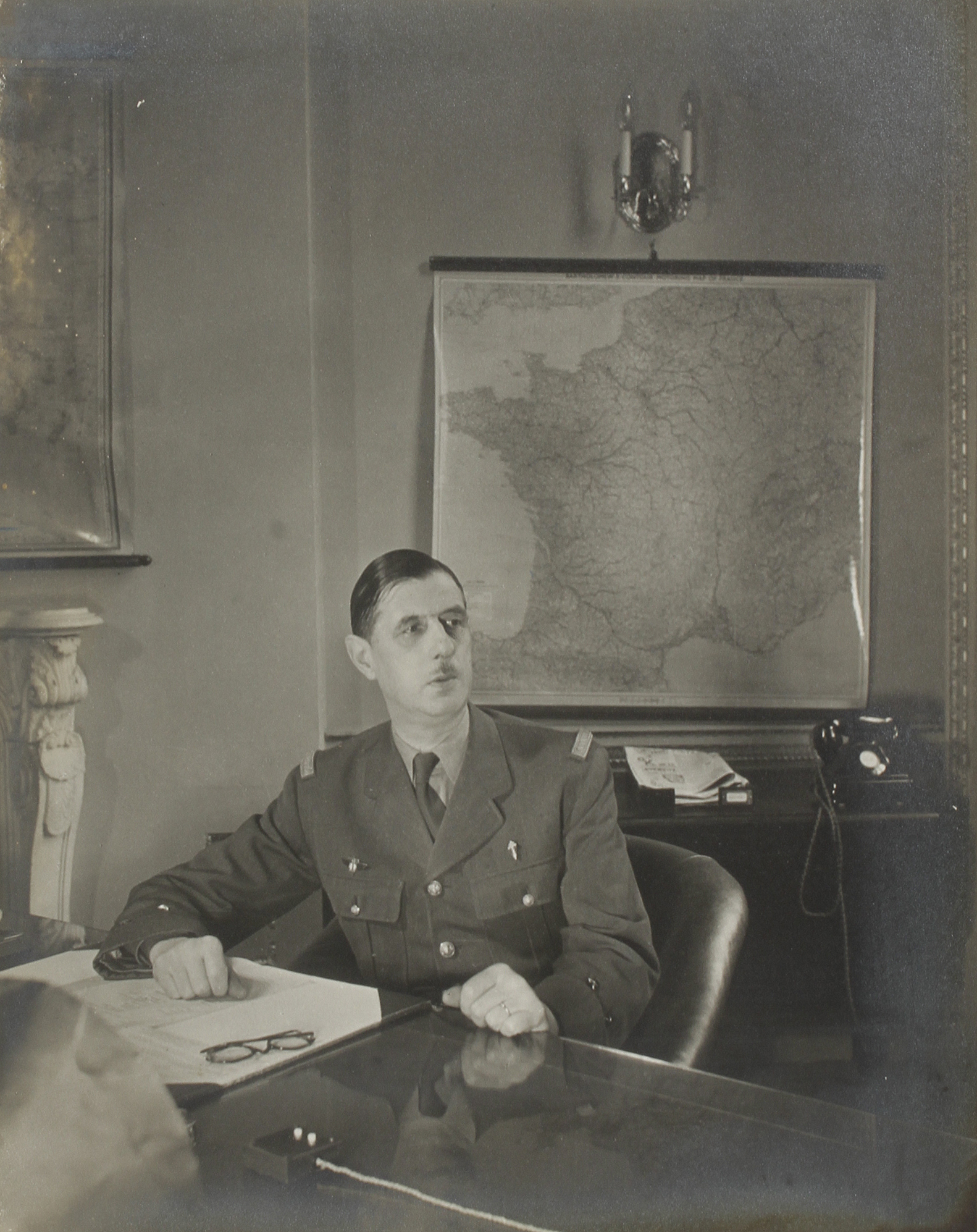
Le général de Gaulle dans son bureau de la France libre à Londres, vers 1940-1944.

  - Londres reconnaît le général de Gaulle comme chef des Français libres[86].
  - note du général Weygand au maréchal Pétain, résumant le programme du régime nouveau (« Dieu, Travail, Famille, Patrie »)[91].
- 29 juin : le gouvernement français rejoint la « zone libre » et s'installe provisoirement à Clermont-Ferrand[84].
- 30 juin : Hitler ordonne la « mise en sécurité » de tous les objets d'art, qu'ils appartiennent à l'Etat ou à des particuliers[92]. Otto Abetz, responsable des Affaires étrangères auprès du Militärbefehlshaber décide le 1er juillet la mainmise administrative sur la totalité du contenu de tous les musées de Paris et de province[93].

### Juillet
- 1er juillet :
  - le gouvernement s’installe à Vichy[67] et convoque le Parlement le 2 juillet[94].
  - début de l’Opération Catapult, lancée par Churchill pour s’assurer que la flotte française ne tombe pas aux mains de l’Allemagne. Les navires français réfugiés dans les ports britanniques sont saisis, le reste de la flotte est neutralisé[95].
- 3 juillet : bombardement par les Britanniques de la flotte française basée à Mers-el-Kébir près d'Oran, en Algérie[95] ; 1 297 marins sont tués, 351 blessés, l'escadre d'Alexandrie est neutralisée et tous les navires français ayant trouvé refuge dans les ports britanniques sont « saisis » par la Royal Navy. L’amiral Marcel Gensoul avait rejeté l’ultimatum britannique.
- 4 juillet : rupture des relations diplomatiques entre le gouvernement de Vichy et le gouvernement britannique[96].
- 5 juillet : nouvelle attaque britannique sur Mers-el-Kébir. Cible principale de cette seconde attaque aérienne, le cuirassé Dunkerque, déjà endommagé par la première attaque[97].
- 6 juillet : Le Palace est la première salle de spectacle à rouvrir ses portes à Paris, bientôt suivi par le Concert Mayol, les Folies-Bergère, le Lido, le Casino de Paris[98]...
- 8 juillet : attaque britannique sur le cuirassé français Richelieu en rade de Dakar[95].

- 10 juillet :

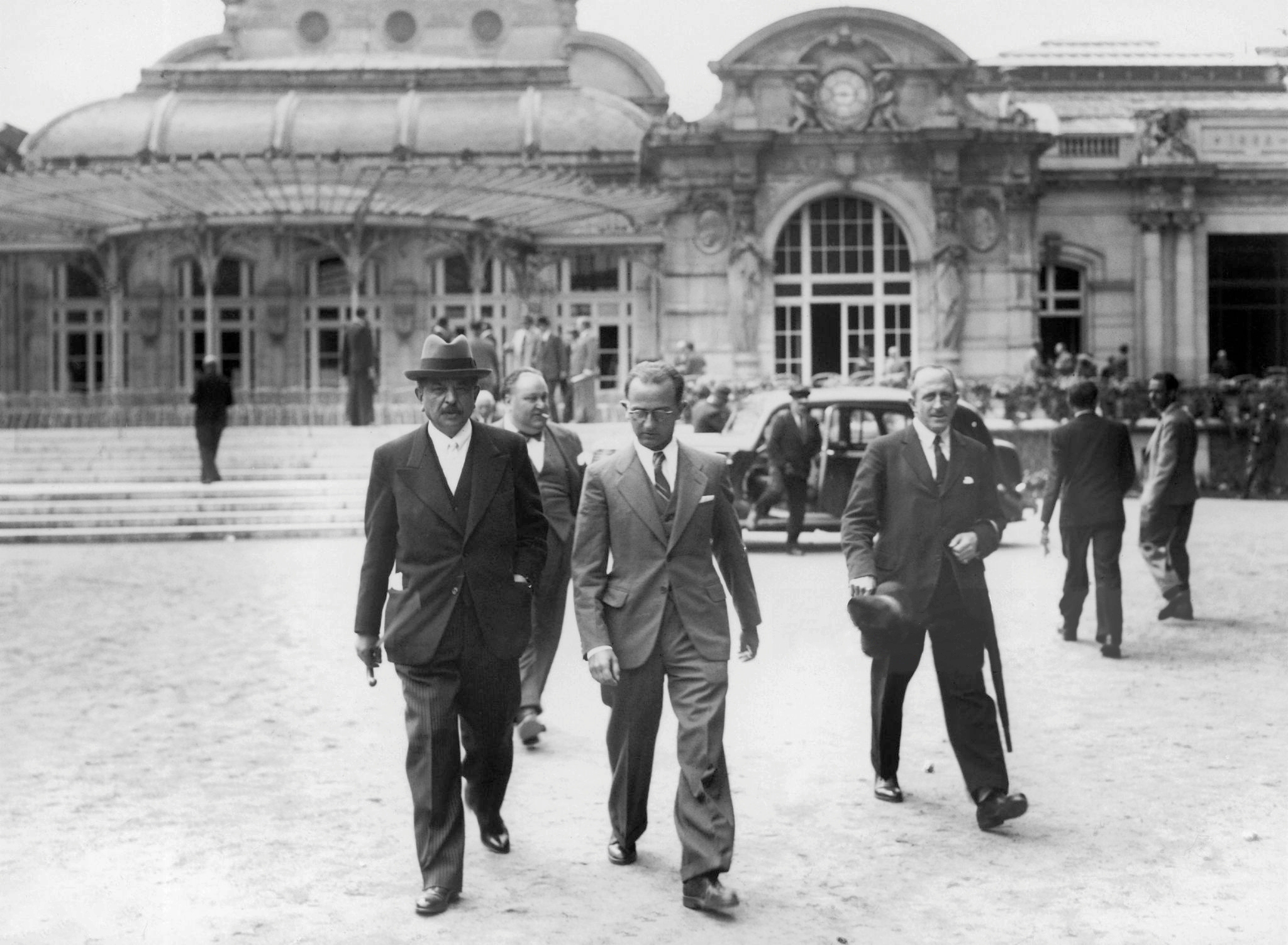
Pierre Laval à la sortie du Grand Casino de Vichy, le 10 juillet 1940.

  - Pierre Laval fait voter par l'Assemblée nationale les pleins pouvoirs constituants au maréchal Pétain[86] (569 voix pour, 80 contre et 20 abstentions) (voir « Loi constitutionnelle du 10 juillet 1940 »). Le président de la République Albert Lebrun se trouve ainsi « démissionné » de facto. C'est la fin de la Troisième République[43].
  - appel du 10 juillet 1940 du Parti communiste français[99].
- 11 juillet : Philippe Pétain se proclame chef de l'État français et annonce via la radio qu'il compte mener de grandes réformes. Promulgation des Actes constitutionnels[15]. Les chambres sont ajournées sine die.
- 12 juillet : publication du premier numéro de l'hebdomadaire antisémite Au pilori[100].
- 13 juillet :
  - le maréchal Pétain forme un gouvernement avec Pierre Laval comme vice-président du Conseil[101].
  - le président Albert Lebrun se retire[102].
- 14 juillet :
  - les Alsaciens et les Lorrains d'origine française résidant en Alsace et en Lorraine sont expulsés par les Allemands et leurs biens sont confisqués[96].
  - début de la diffusion de l'émission de la BBC en langue française Ici la France[103].
- Vers le 14 juillet : fondation du mouvement de résistance parisien Les Amis d'Alain Fournier, plus tard connu comme Groupe du musée de l'Homme, par Claude Aveline, Jean Cassou et Jean Paulhan[104].
- 15 juillet :
  - loi de Vichy créant un secrétariat général aux réfugiés chargé d'organiser leur rapatriement[105]. Sur 3 800 000 réfugiés, 3 000 000 sont rapatriés au 10 septembre[106].
  - la frontière de 1871-1918 est rétablie ; l'Alsace-Moselle est annexée de facto au IIIe Reich[107].
- 16 juillet : les Allemands expulsent les Juifs d'Alsace vers la zone libre ; 18 000 personnes sont déplacées de force[108].
- 17 juillet :
  - Jacques Mansion, premier espion de la France libre en zone occupée, débarque en Bretagne[109].
  - loi pour l'épuration discrétionnaire et immédiate des agents de l'État, dite loi sur les relèvements de fonction[110].
- 18 juillet : le « Département de la propagande en France » (Propaganda-Abteilung Frankreich) est installé à l'Hôtel Majestic à Paris ; il est composé de cinq groupes de propagande qui exercent un contrôle strict sur tous les secteurs de l'opinion : édition et presse écrite, cinéma, radio, littérature, culture, propagande active[111].
- 19 juillet : un discours d'Adolf Hitler est retransmis au Palais Bourbon, où tous les élus et les parlementaires français ont cédé leurs sièges à des dignitaires, militaires et civils allemands.
- 20 juillet : Pierre Laval obtient par délégation du chef de l'Etat la responsabilité des services de l'information et de la radio[96].
- 22 juillet :
  - les Nouvelles-Hébrides se rallient à la France libre[112].
  - un décret de Vichy retire la nationalité française aux Juifs immigrés installés en France et naturalisés après 1927[108].
- 23 juillet : loi qui permet de déchoir de leur nationalité tous les Français ayant quitté la France entre le 20 mai et 30 juin 1940 sans l'autorisation du gouvernement[96].
- 26 juillet : ralliement de la Côte d'Ivoire au général de Gaulle[96].
- 30 juillet :
  - l'acte constitutionnel no 5 institue la Cour suprême de justice de Riom[96]. Elle tient sa première audience le 8 août dans le procès intenté contre les « responsables » de la défaite[113].
  - institutionnalisation des Chantiers de la jeunesse[46].

### Août
- 2 août :
  - le général de Gaulle est condamné à mort par contumace par le tribunal militaire de la 13e région militaire française siégeant à Clermont-Ferrand[114].
  - rationnements des pâtes alimentaires, du sucre et du poisson[79].
  - ultimatum japonais à l'amiral Decoux, gouverneur français d'Indochine[46].
- 3 août : l’ambassade du Reich à Paris est confiée à Otto Abetz[115].

- 7 août :

L'Alsace-Lorraine entre 1940 et 1944.

  - Josef Bürckel est nommé Gauleiter de Lorraine et Robert Wagner Gauleiter d'Alsace. Les deux provinces sont rattachées au Reich, la première à la Sarre-Palatinat et la seconde au Pays de Bade[116]. Hitler donne les pleins pouvoirs aux deux Gauleiter par le décret du 2 août et l'ordonnance du 18 octobre[117].
  - accord signé aux « Chequers » entre De Gaulle et Churchill sur l'organisation des forces de la France libre[85]. Le Royaume-Uni s'engage à sauvegarder « l'intégrité de toutes les possessions françaises et à la restauration intégrale de l'indépendance et de la grandeur de la France »[118].
- 8 août : les frais d’occupation imposés par l’Allemagne sont fixés à 400 millions de francs par jour[119].
- 20 août : première déportation en France. 927 civils espagnols sont envoyés d’Angoulême vers Mauthausen. La plupart des hommes mourront, les femmes et les enfants seront livrés à Franco[120].
- 13 août :
  - dissolution des sociétés secrètes (Franc-maçonnerie). Leurs membres sont chassés de la fonction publique[121].
  - allocution radiodiffusée aux Français de Pétain qui parle de la « révolution par en haut » qui « descendra de proche en proche jusqu'aux assises mêmes de l'État et de la Nation »[122].
- 16 août :
  - les Allemands expulsent les Juifs de Lorraine vers la zone libre[108].
  - loi instituant un Ordre national des médecins et limitant l'accès aux professions médicales aux citoyens nés de père français[123].
  - loi créant les comités d'organisation, institutions de caractère corporatif[46].
- 22 août : réouverture du théâtre de l'Opéra-Comique à Paris avec Carmen. Deux jours après, c'est au tour de l'Opéra, avec La Damnation de Faust[98].
- 23 août : attentat du Düsseldorf[124].
- 26 août : le gouverneur du Tchad Félix Éboué se rallie à la « France libre ». Il est bientôt suivis par les autres territoires de l’Afrique-Équatoriale française[125].
- 27 août :
  - ralliement du Cameroun à la France libre du général de Gaulle[126].
  - le gouvernement de Vichy abroge le décret-loi Marchandeau du 21 avril 1939 prévoyant des poursuites « lorsque la diffamation ou l'injure, commise envers un groupe de personnes appartenant, par leur origine, à une race ou à une religion déterminée, aura eu pour but d'exciter à la haine entre les citoyens ou les habitants »[108].
  - « raid » des policiers français dans les librairies pour confisquer quelque 20 000 livres, des exemplaires des 143 ouvrages mis à l'index par la propagande nazie en application de la « liste Bernhard »[127].
- 28 août :  le Congo rallie la France libre du général de Gaulle[125].
- 29 août :
  - création de la Légion française des combattants (LFC)[46].
  - l'Oubangui-Chari rallie la France libre[128].

### Septembre
- 1er septembre :
  - création à Thann par Paul Dungler de la Septième colonne d'Alsace, futur réseau Martial[129].
  - création à Strasbourg par Marcel Weinum de La Main noire, réseau de jeunes résistants[130].
- 2 septembre : Tahiti rallie la France libre[112].
- 3 septembre : 
  - loi qui abroge la loi du 7 juillet 1904 interdisant l'enseignement aux congrégations religieuses[46].
  - le ministre de l'Intérieur Marcel Peyrouton promulgue une loi qui autorise des internements sans jugement, vraisemblablement inspirée par le garde des sceaux Raphaël Alibert[46].
- 4 septembre : la Convention militaire de Hanoï ouvre l'Indochine française aux troupes japonaises. En échange, le gouvernement de Vichy obtient que les Japonais diminuent leurs forces au Tonkin de 25 000 à 6 000 hommes et d'avoir un droit de passage[131].
- 5 septembre : arrivée de Theodor Dannecker à Paris, chargé de mettre en place le Judenreferat, service anti-juif spécialisé du Sipo-SD[132].
- 6 septembre :
  - sur les ondes de la BBC à Londres, l’émission en langue française Ici la France prend le titre Les Français parlent aux Français[103]. Elle lance le fameux slogan de Jean Oberlé « Radio Paris ment, Radio Paris ment, Radio Paris est allemand » sur l'air de la Cucaracha[133].
  - remaniement ministériel qui vise à écarter du gouvernement les anciens parlementaires Émile Mireaux, Jean Ybarnégaray, François Piétri, Henry Lémery, Antoine Cayrel, Albert Rivaud, Adrien Marquet  et Robert Schuman[134]. Le ministère de la Jeunesse et de la Famille est supprimé et remplacé par un secrétariat d'Etat[135].
- 6-15-19 septembre : Édouard Daladier, Paul Reynaud, le général Gamelin, Georges Mandel (au Maroc), Léon Blum et Guy La Chambre, jugés responsables de la défaite, sont arrêtés et internés au château de Chazeron[136].

- 7 septembre :

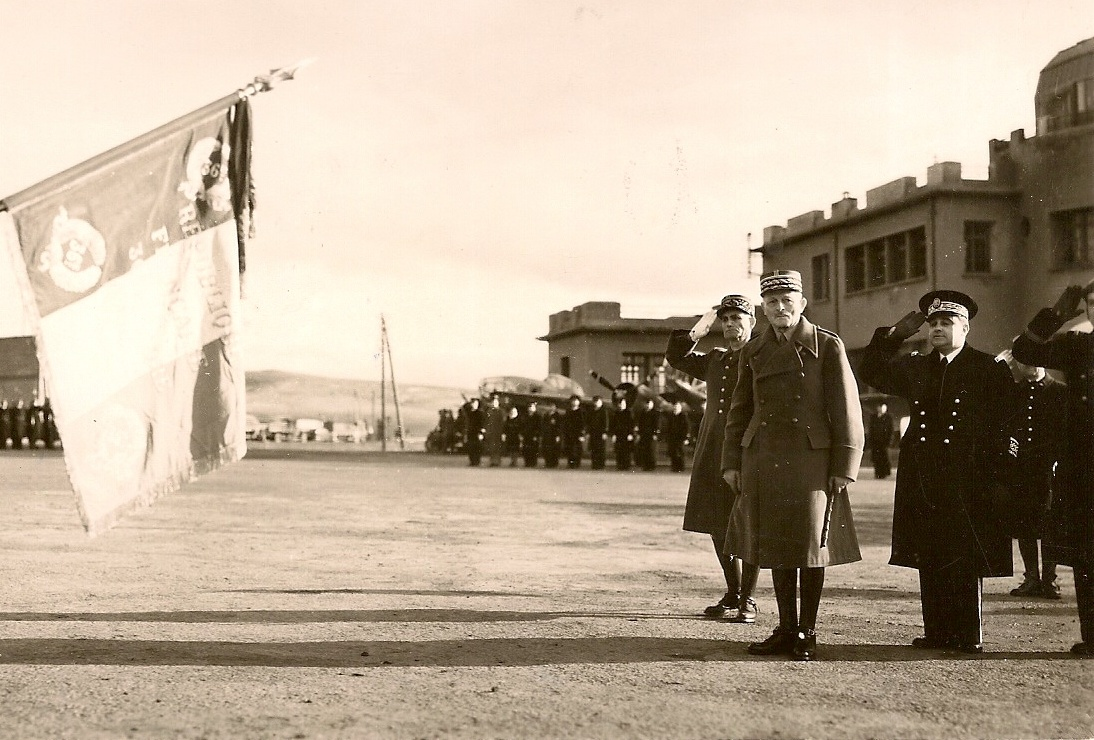
Maxime Weygand en inspection à la base aérienne de Sétif avec le général Nogués et l'Amiral Abrial : salut aux couleurs.

  - Weygand est nommé délégué du gouvernement pour l'Afrique française, puis le 5 octobre commandant en chef des forces aériennes ; il est à Alger le 9 octobre[137].
  - la Comédie-Française, fermée depuis le 10 juin, rouvre ses portes avec une conférence d'Abel Bonnard sur « La valeur de l'homme ordinaire »[98].
- 7-9 : les Établissements français de l'Inde rallient la France libre[138].
- 12 septembre : découverte fortuite de la grotte de Lascaux en Dordogne[139].
- 15 septembre :
  - les départements du Nord et du Pas-de-Calais sont intégrés au commandement militaire allemand de Bruxelles[46].
  - début des bombardements du port du Havre la RAF[52].
- 17 septembre : première loi de Vichy sur le rationnement des denrées alimentaires (pain, fromage, matières grasses, viande)[46]. Création du Service de contrôle des prix, pour lutter contre le marché noir[140].
- 19 septembre : la Nouvelle-Calédonie rallie la France libre[112].
- 22-23 septembre : occupation du Tonkin par les Japonais. Lạng Sơn, encerclée capitule le 25[131]. Les troupes japonaises entrent à Haiphong le 26 septembre. L’amiral Jean Decoux gouverneur général de l’Indochine française, privé de secours alliés, ne peut s’y opposer et collabore avec la permission de Vichy[141].

- 23 septembre :

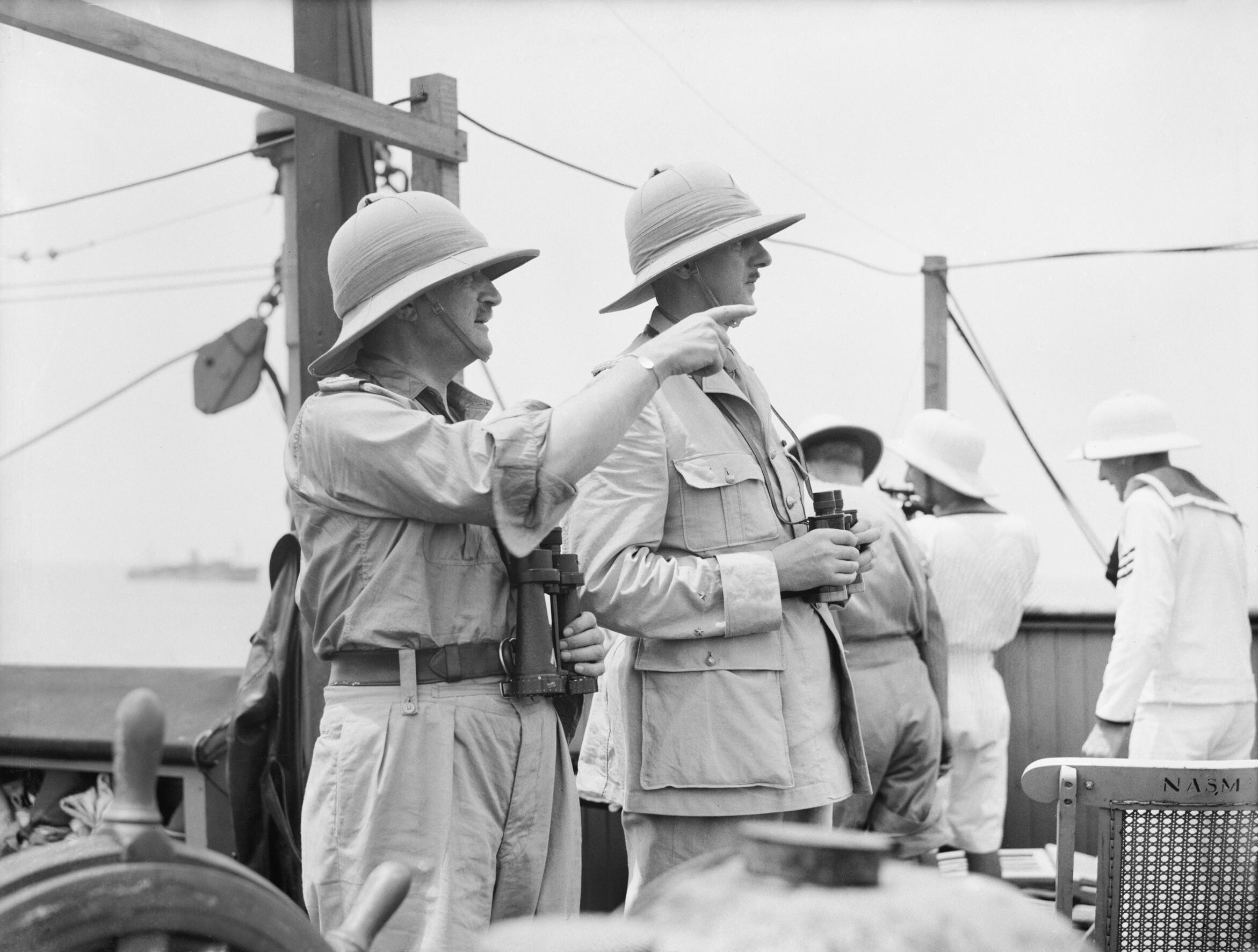
Spears et De Gaulle en route vers Dakar sur le paquebot Westernland.

  - arrivée du général de Gaulle en rade de Dakar avec une flotte franco-britannique[46].
  - mise en place de la carte individuelle d'alimentation[106].
- 25 septembre :
  - malgré le bombardement naval de Dakar, le général Pierre Boisson refuse de se rallier au général de Gaulle[89].
  - premier tract ronéotypé du groupe du musée de l'Homme, groupe de résistants parisiens[142].
- 27 septembre :
  - ordonnance allemande (publié dans les journaux du 20 octobre) sur le statut des Juifs en zone occupée ; ils doivent se déclarer eux-mêmes comme juifs dans les commissariats de police ou les sous-préfectures[143],[144]. André Tulard, sous-directeur du service des étrangers et des affaires juives à la préfecture de police de Paris, est chargé en octobre de concevoir un fichier qui permet d'enregistrer 149 734 personnes dans le département de la Seine, dont 85 664 Juifs français et 64 070 Juifs étrangers. Le « fichier Tulard » va être utilisé dans le cadre des arrestations ou des rafles, notamment la Rafle du Vélodrome d'Hiver[145].
  - loi sur « les étrangers en surnombre dans l’économie nationale » formant les groupements de travailleurs étrangers[106].
- 29 septembre : constitution d’un groupe de résistants catholiques à Lyon sous la houlette de Emmanuel Mounier[146].

### Octobre
- Parution des premiers numéros des journaux de la résistance française tels Pantagruel, L'Université libre, Notre Droit, Libre France, La Révolution française, En Captivité, L'Homme Libre, notamment[147].
- Mise en place des Comités féminins de résistance en région parisienne et dans la zone occupée par Danielle Casanova[148].

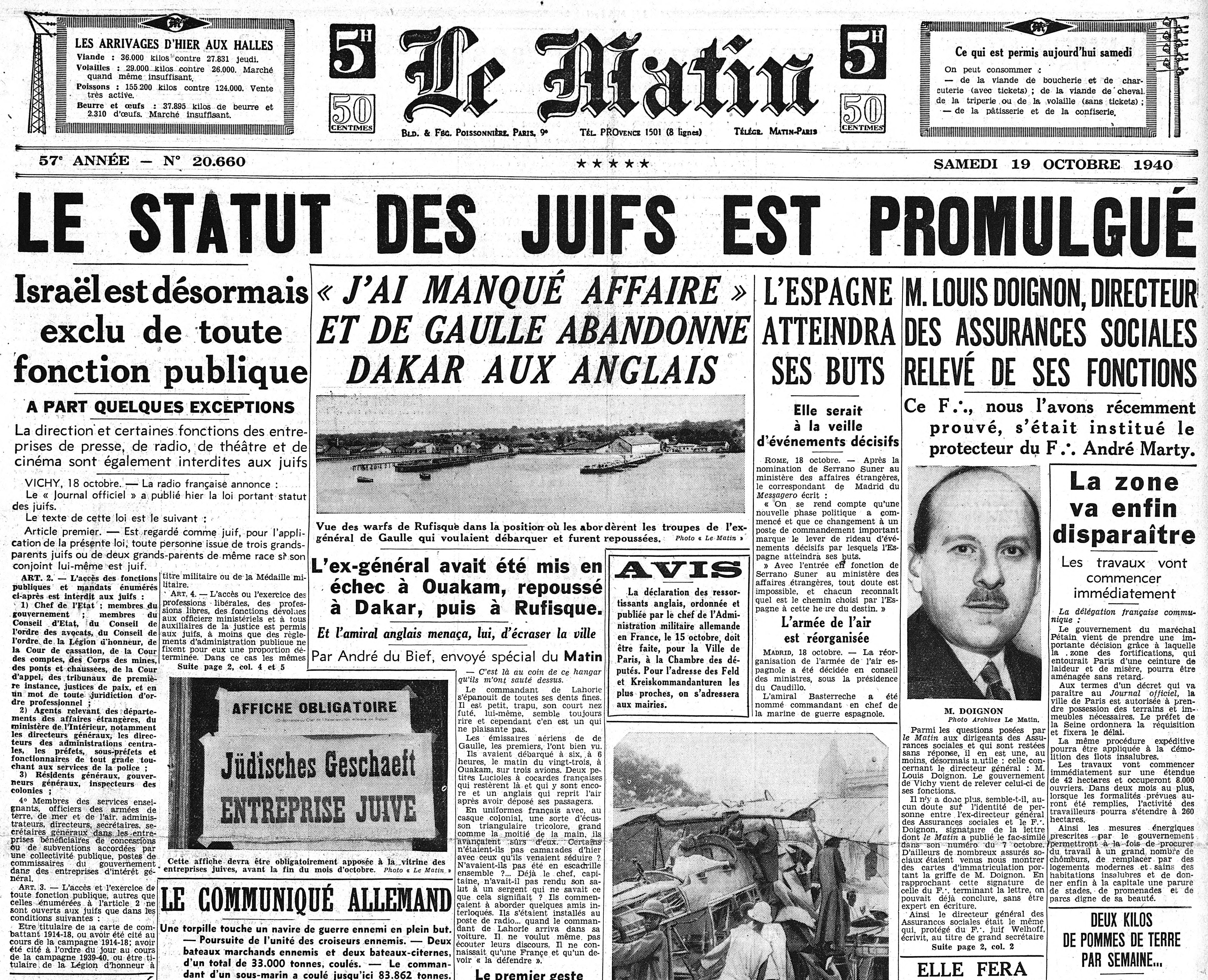
Une du journal Le Matin (n° 20666) du 19 octobre 1940 annonçant la promulgation du statut des Juifs.

- 3 octobre : promulgation par le gouvernement de Vichy d’une loi sur le statut des Juifs (J.O. du 18 octobre) qui leur interdit notamment l’accès à la fonction publique, à l’armée, à la magistrature, à des postes de responsabilité dans les médias[108],[149].
- 4 octobre : loi relative aux ressortissants étrangers de race juive qui peuvent être assignés à résidence ou internés dans des camps spéciaux par décision du préfet[150].
- 5 octobre : arrestation par la police parisienne de trois cents militants communistes[151].
- 7 octobre :
  - loi de Vichy abrogeant le Décret Crémieux de 1870 qui accordait la citoyenneté française aux Juifs d'Algérie[108].
  - institution du conseil de l'Ordre des médecins de France « auprès du ministre secrétaire d’État à l'Intérieur »[123].
- 11 octobre : discours du maréchal Pétain sur la politique extérieure écrit par Gaston Bergery ; il fait appel à « une paix toute nouvelle de collaboration »[152] et définit le programme de Vichy, la « Révolution nationale ».
- 13 octobre : le chef de l'administration militaire allemande décide que les cartes d'identité soient marquées d'un tampon rouge portant la mention « Juif »[153].
- 15 octobre :
  - le gouvernement de Vichy dissout les syndicats de fonctionnaires[154].
  - Georges Loustaunau-Lacau, délégué général de la Légion des Combattants, de retour à Vichy, met en place un réseau de résistance intérieure, le futur réseau Alliance[155].
- 16-20 octobre : après de très fortes précipitations (1 930 mm  en haut Vallespir dont plus de 1 000 mm le 17 octobre), les cours d'eau des Pyrénées-Orientales, Tech, Têt et Agly connaissent de très fortes crues[156]. On compte 48 victimes en Roussillon, plus de 300 pour l'ensemble de la Catalogne[157].

- 18 octobre :

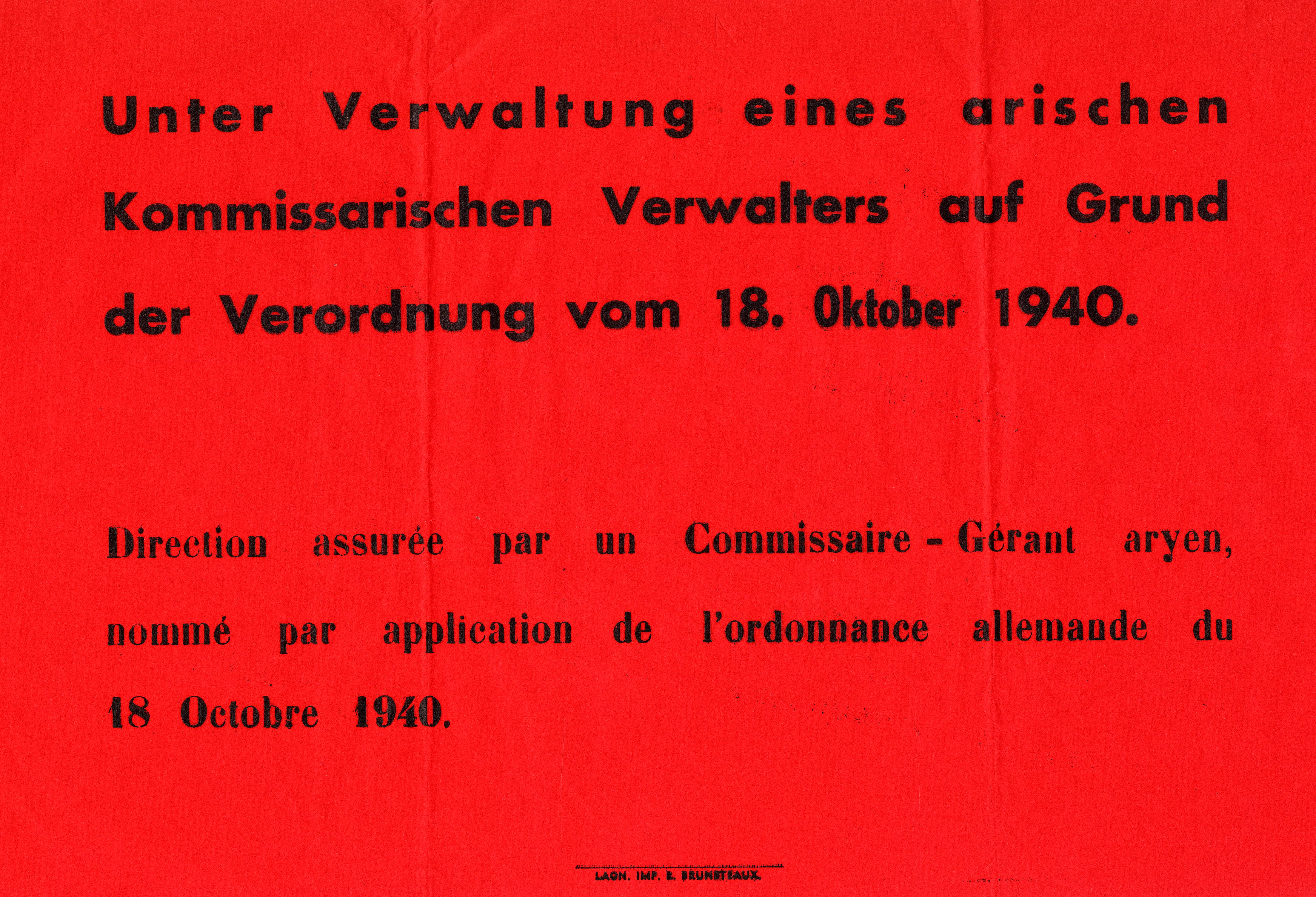
Affiche apposée sur les commerces juifs après le 18 octobre 1940, indiquant la nomination d'un commissaire-gérant aryen (Archives départementales de l'Aisne).

  - le syndicaliste CGT Jean-Pierre Timbaud est arrêté par la police de Pétain[158].
  - ordonnance allemande sur le recensement des entreprises économiques juives. Elle prévoit la nomination de commissaires gérants pour en remplacer les propriétaires juifs[82].
- 22 octobre : entrevue entre Hitler, Ribbentrop et Laval à Montoire[24].
- 23 octobre : le beurre, le fromage, la viande, la charcuterie, les œufs, l'huile et le café sont rationnés[159].
- 24 octobre : entrevue de Montoire entre Pétain et Hitler. Il y est question de « collaboration »[152].
- 27 octobre :
  - Charles de Gaulle annonce la création du Conseil de défense de l'Empire par le manifeste de Brazzaville[15].
  - loi de Vichy instituant une « carte d'identité de Français » obligatoire à partir de 16 ans[160].

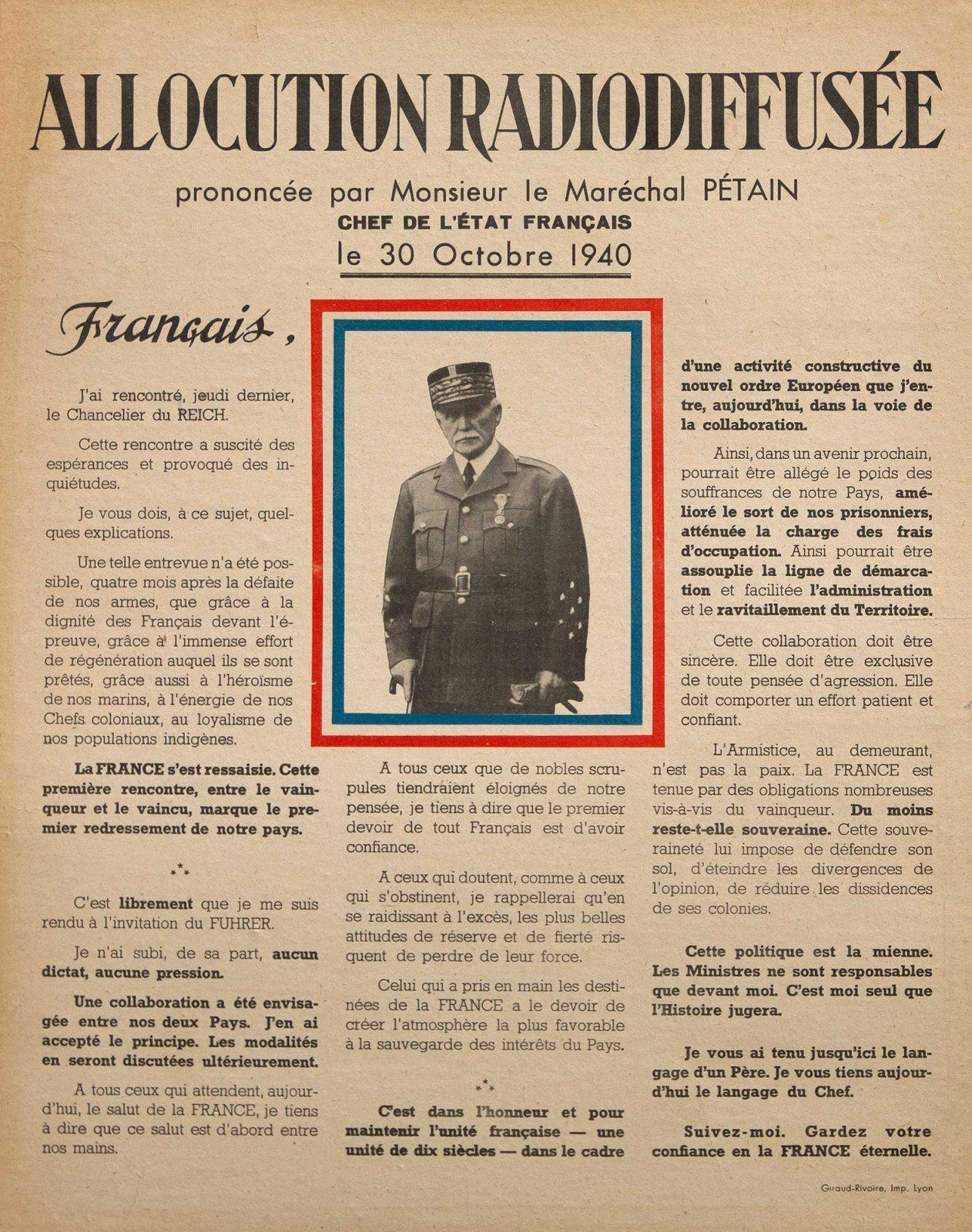
Affiche reprenant le texte de l'allocution radiodiffusée de Pétain du 30 octobre 1940.

- 30 octobre : Pétain annonce à la radio la collaboration de la France avec l'Allemagne en ces termes « J'entre aujourd'hui dans la voie de la collaboration »[152].

### Novembre
- 9 novembre : dissolution des syndicats nationaux par le gouvernement de Vichy[121].
- 11 novembre : des étudiants et des lycéens manifestent à l’Arc de triomphe pour célébrer l’Armistice de 1918, et se heurtent à une sévère répression de la part de la police et des autorités allemandes qui procèdent officiellement à 123 arrestations[46]. Le lendemain, il est interdit de circuler sur le boulevard Saint-Michel et les universités sont fermées en guise de représailles[161].
- 15 novembre : Manifeste des douze, déclaration de douze syndicalistes français contre les orientations corporatistes et les lois raciales du régime de Vichy[121].
- 24 novembre : la vaccination contre le tétanos est obligatoire en France[162].
- 25 novembre : publication à Marseille du premier numéro du journal résistant français Liberté de François de Menthon[163].

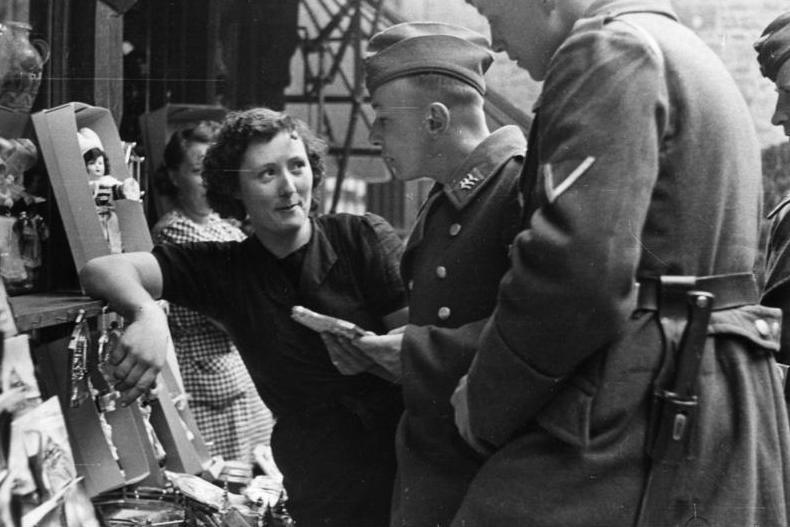
Soldats allemands devant un magasin de souvenirs en Lorraine en novembre 1940.

- 30 novembre : la Moselle est annexée au Gau Westmark[107].

### Décembre
- 1er décembre : Christian Pineau fait paraître Libération Nord[164].
- 2 décembre : création de la corporation paysanne[46].
- 13 décembre : Pétain révoque Pierre Laval qui est placé en résidence surveillée[24] et forme un nouveau gouvernement. Pierre-Étienne Flandin devient ministre des Affaires étrangères[15].
- 15 décembre : le groupe du musée de l'Homme publie le premier numéro du journal Résistance[165].
- 22 décembre : Honoré d'Estienne d'Orves débarque à Plogoff en Bretagne pour organiser le réseau de renseignement Nemrod[82].
- 23 décembre : Jacques Bonsergent est exécuté pour s’être rendu coupable d’un « acte de violence envers un membre de l’armée allemande »[166].
- 25 décembre : rencontre Hitler-Darlan à Beauvais[167].

## Naissances en 1940
- 18 mars : Arlette Laguiller, femme politique.

## Décès en 1940
- 24 mars : Edouard Branly, physicien.
- 14 juin : Thierry de Martel, neurochirurgien parisien, qui préfère la mort à l'occupation. Le cas n'est pas isolé à Paris.